# 金峰 (学者)
金峰，清华大学教授、水利水电工程系学术委员会主席。主要从事高坝静动力分析与堆石混凝土筑坝新技术研究。金峰担任中国水力发电工程学会堆石混凝土坝专业委员会主任委员，还曾入选2011年度长江学者特聘教授、获得过2018年中国科技进步奖二等奖。